# Wheeling (Virgínia Ocidental)
Wheeling é uma cidade localizada no estado norte-americano da Virgínia Ocidental, nos condados de Marshall e Ohio. É banhada pelo rio Ohio.

## Geografia
De acordo com o United States Census Bureau, a cidade tem uma área de 41,5 km², onde 35,7 km² estão cobertos por terra e 5,7 km² por água.

### Localidades na vizinhança
O diagrama seguinte representa as localidades num raio de 8 km ao redor de Wheeling.

## Demografia
Segundo o censo nacional de 2010, a sua população é de 28 486 habitantes e sua densidade populacional é de 797,57 hab/km². É a quinta cidade mais populosa da Virgínia Ocidental. Possui 14 661 residências, que resulta em uma densidade de 410,49 residências/km².